# Tim
El tim o timus és un òrgan limfoide que consta de dos lòbuls i es localitza al mediastí, darrere de l'estèrnum. La principal funció del tim és oferir un espai per a la maduració de les cèl·lules T, i és vital en la protecció contra l'autoimmunitat.
Una capa de teixit connectiu embolica i manté units els dos lòbuls tímics; mentre que una càpsula de teixit connectiu delimita per separat cada lòbul.
Les trabècules són prolongacions de la càpsula que penetren en els lòbuls i els divideixen en lobulets. Cadascun consta d'escorça externa, que es tenyeix de color fosc, i medul·la, de color clar a la tinció. L'escorça es compon de limfòcits estretament apinyats, cèl·lules epitelials denominades epitelials reticulars que envolten a grups de limfòcits, i macròfags.
La medul·la òssia conté abans de res, cèl·lules epitelials reticulars, a més de limfòcits molt dispersos. Encara que es coneixen solament algunes de les seves funcions, les cèl·lules reticulars produïxen hormones tímiques, que, segons es pensa, contribuïxen a la maduració de les cèl·lules T. A més, en la medul·la existeixen els corpuscles del tim (o de Hassall) característics, els quals són capes concèntriques de cèl·lules epitelials reticulars aplanades i plenes de grànuls de queratohialina i queratina.